# Paris Open 1981
Il Paris Open 1981 è stato un torneo di tennis che si è giocato sul Cemento indoor. È stata la 13ª edizione del Paris Open, che fa parte del Volvo Grand Prix 1981. Il torneo si è giocato nello Stade de Coubertin di Parigi, dal 26 ottobre al 1º novembre 1981.

## Campioni

### Singolare
Mark Vines ha battuto in finale  Pascal Portes con il punteggio di 6–2, 6–4, 6–3

### Doppio
Ilie Năstase /  Yannick Noah hanno battuto in finale  Andrew Jarrett /  Jonathan Smith con il punteggio di 6–4, 6–4